# Wąsosz (gromada w powiecie górowskim)
Wąsosz – dawna gromada, czyli najmniejsza jednostka podziału terytorialnego Polskiej Rzeczypospolitej Ludowej w latach 1954–1972.
Gromady, z gromadzkimi radami narodowymi (GRN) jako organami władzy najniższego stopnia na wsi, funkcjonowały od reformy reorganizującej administrację wiejską przeprowadzonej jesienią 1954 do momentu ich zniesienia z dniem 1 stycznia 1973, tym samym wypierając organizację gminną w latach 1954–1972.
Gromadę Wąsosz z siedzibą GRN w Wąsoszu (wówczas wsi) utworzono – jako jedną z 8759 gromad na obszarze Polski – w powiecie górowskim w woj. wrocławskim, na mocy uchwały nr 13/54 WRN we Wrocławiu z dnia 2 października 1954. W skład jednostki weszły obszary dotychczasowych gromad Wąsosz, Chocieborowice, Kowalowo, Górka Wąsoska i Czeladź (Wielka) ze zniesionej gminy Wąsosz oraz Cieszkowice i Gola Wąsoska ze zniesionej gminy Rudna Wielka w tymże powiecie. Dla gromady ustalono 27 członków gromadzkiej rady narodowej.
31 grudnia 1959 z gromady Wąsosz wyłączono miejscowość Wąsosz, z której to utworzono osiedle Wąsosz; Wąsosz pozostał jednak nadal siedzibą gromady Wąsosz.
1 stycznia 1960 do gromady Wąsosz włączono obszar zniesionej gromady Pobiel w tymże powiecie.
1 lipca 1968 do gromady Wąsosz włączono wsie Bełcz Górny, Lechitów, Wierzowice Małe i Wierzowice Wielkie ze zniesionej gromady Ślubów w tymże powiecie.
Gromada przetrwała do końca 1972 roku, czyli do kolejnej reformy gminnej. 1 stycznia 1973 w powiecie górowskim reaktywowano gminę Wąsosz, której siedzibą stał się pozbawiony statusu osiedla Wąsosz (jako wieś). Dopiero 1 stycznia 1984 przywrócono Wąsoszowi utracony w 1946 roku status miasta.